# Partenopeo

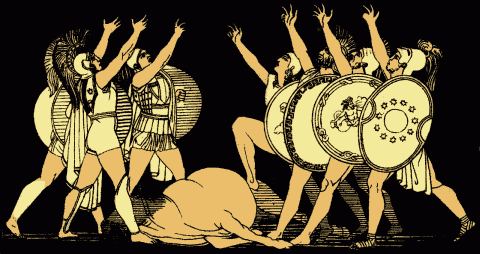
Juramento de los siete.

Partenopeo (Παρθενοπαῖος en griego antiguo; Παρθενοπαίος en griego moderno; Parthenopaeus en latín, esto es «hijo de una virgen») es un personaje de la mitología griega. Natural de Arcadia, era hijo de Atalanta, una heroína conocida por sus habilidades para la caza. El nombre del consorte de Atalanta y padre de Partenopeo varía, siendo este Melanión, o bien Meleagro, o puede que Ares. 
Es descrito como un joven de belleza arrebatadora, pero de carácter arrogante y displicente.
Fue uno de los caudillos argivos en la expedición de «los siete contra Tebas», en la que fueron derrotados por los tebanos. Partenopeo se situó en la puerta Electra o en la Neísta. En la lucha, Partenopeo fue muerto por Anfídico, hijo de Ástaco o, según Eurípides, por Periclímeno, hijo de Poseidón. Otra tradición decía que Zeus lo fulminó con un rayo, para castigar su insolencia por portar un escudo con una antorcha, que representaba el destino al que pensaba someter a Tebas.
A Partenopeo es común asociarlo con la casa argiva. Así era imaginado como hijo de Tálao y Lisímaca. De Partenopeo nació Prómaco, que con los epígonos luchó contra Tebas. Otros dicen que Tlesímenes (o Biantes) era hijo de Partenopeo y la ninfa Clímene. Y los hay quienes llaman Estratolao al hijo de Partenopeo.
Durante los juegos nemeos que se instauraron después de la muerte de Ofeltes, Partenopeo ganó una competición con el arco.
Una leyenda posterior nos habla de su infancia. Atalanta lo había dado a luz en el monte Partenio y allí lo expuso; junto a él se crio también Télefo, habido de Auge. Se dice que Idas, hijo de Afareo, deseaba apoderarse del reino de Teutrante, rey de Misia. Movido por un oráculo Télefo, acompañado por Partenopeo, llegó a Misia en busca de su madre. Partenopeo ayudó a Télefo a defender el reino misio.